# Abynotha hylomima
Abynotha hylomima is een vlinder van de familie van de spinneruilen (Erebidae), van de onderfamilie van de donsvlinders (Lymantriinae). De wetenschappelijke naam van deze soort is voor het eerst voorgesteld als Liparis hylomima door William Jacob Holland in een publicatie uit 1893.
De soort komt voor in Gabon en Congo-Kinshasa.